# Dale Frail
Dale A. Frail es un destacado astrónomo que trabaja en el Observatorio de Radioastronomía Nacional (NRAO) en Socorro, Nuevo México, Estados Unidos. Nació en Canadá, gastó mucho de su niñez en Europa, y gran parte de su carrera fue hecha en Estados Unidos.

## Carrera
Frail Recibió su educación universitaria en Canadá: primero obtuvo una licenciatura de grado en Físicas en la Acadia Universidad en Nueva Escocia, seguido por un máster en Ciencias (MSc) y un Doctorado (PhD) en Astrofísicas de la Universidad de Toronto. En 1989 viajó a los Estados Unidos como un investigador postdoctoral en NSERC (El Consejo de Investigación de Ciencias Naturales e Ingeniería de Canadá) . Después de terminar su investigación de posgrado, le fue otorgado una Beca Jansky en 1993. Y posteriormente se unió al personal de investigación del Observatorio de Radioastronomía Nacional, donde trabaja al día de hoy.
Es el autor de alrededor 250 papers revisado por pares, incluyendo más de 30 artículos en la revista Nature. Frail ha hecho contribuciones a numerosos subcampos o "ramas" de las astrofísica que incluye; múltiples longitudes de onda electromagnética de loseventos de ondas gravitacionales, explosiones de rayo gamma, planetas extrasolares (donde realizó su más importante descubrimiento), repetidores de gamma suave , el medio interestelar, púlsares, máseres, y restos de supernova. Para el público Frail es más conocido por descubrimientos de planetas extrasolares y explosiones de rayo gamma. En 2010, fue premiado con una Beca Guggenheim. De agosto de 2011 hasta septiembre de 2015, trabajó en el Observatorio Nacional de Radio Astronomía siendo el ayudante del director del observatorio Karl G. Jansky Very Large Array y el Very Long Baseline Arra , y director de sitio para operaciones en Nuevo México. En 2016, recibió un Doctorado honorífico de Ciencias de la Universidad de Acadia.

## Descubrimientos claves
A principios del año 1992, Frail y el astrónomo polaco Aleksander Wolszczan anunciaron su descubrimiento de la existencia de dos planetas y un tercero posible alrededor del púlsar PSR B1257+12. Su descubrimiento luego fue confirmado en el año 1994. Además de ser el primer descubrimiento confirmado de planetas de púlsar, el descubrimiento es también, generalmente, considerado de ser el primer descubrimiento confirmado de planetas extrasolares de cualquier clase, ya que, si bien, el primer planeta extrasolar descubierto fue de un pulsar, el premio nobel le fue dado a los astrónomos Michel Mayor y a Didier Queloz por el descubrimiento de 51 Pegasi b. El principal motivo por el que muchos consideran más importante este descubrimiento que el de PSR 1257+12, es porque 51 Pegasi b fue descubierto en una estrella de la Secuencia principal, es decir, una estrella como el Sol.
A principios de 1997, Frail era parte del personal de Caltech y NRAO (National Radio Astronomy Observatory), equipo que ayudó desenredar el misterio sobre el origen de las explosiones de rayos gamma. Utilizaron un espectro óptico tomado con el Telescopio W. M. Keck hacia GRB 970508 para establecer que aquellas explosiones de rayo gamma eran de distancias locales o cosmológicas. Posteriormente, gracias al descubrimiento del Very Large Array, el cual hizo un análisis espectral del resplandor crepuscular (Cuando el estallido inicial de rayos gamma disminuye, esta empieza a emitir longitudes de onda menos energéticas, a este fenómeno se le denomina resplandor crepuscular) de esta explosión misma para medir el tamaño del objeto, se pudo inferir que la fuente se expandía a uno mucho mayor. Estas dos observaciones han dejado en evidencia que estas GRB ("Gamma Rays Burst ") se encuentran a distancias cosmológicas, y que, a la anteriormente mencionada GRB 970508 , fue utilizada como modelo para las explosiones de rayo gamma como estas. En 2009 en el sitio de estadísticas "Science Watch" listó a Frail como el tercer investigador más citado en el campo de explosiones de rayo gamma sobre el periodo de 1999 al 28 de febrero del 2009.
Hay muchos reportes populares de ciencia sobre descubrimientos de planetas extrasolares así como aquellos de explosiones de rayos gamma. Enlaces a unos cuantos de estos y otros artículos pertinentes pueden ser encontrados abajo.